# دونالد ستيفنز
دونالد ستيفنز (بالإنجليزية: Donald Stephens)‏ هو سياسي أمريكي، ولد في 13 مارس 1928 في شيكاغو في الولايات المتحدة، وتوفي في 18 أبريل 2007 في روسمونت في الولايات المتحدة بسبب سرطان المعدة. حزبياً، نشط في الحزب الجمهوري.